# 天龍座CX
天龍座CX，又名BD+52 2280，HD 174237、SAO 31165、HR 7084，是天龍座的一颗恒星，视星等为5.88，位于銀經82.45，銀緯22.03，其B1900.0坐标为赤經18h 44m 29s，赤緯+52° 22.03′ 41″。